# Grabowo (powiat gołdapski)
Grabowo (niem. Arnswald, do 1938 r. Grabowen) – wieś w Polsce, położona w województwie warmińsko-mazurskim, w powiecie gołdapskim, sołectwo gminy Gołdap.
W latach 1946–1954 i 1973–1976 miejscowość była siedzibą gminy Grabowo. W latach 1975–1998 miejscowość należała administracyjnie do województwa suwalskiego.
Sołtysem wsi od 2011 r. jest Danuta Szermińska.

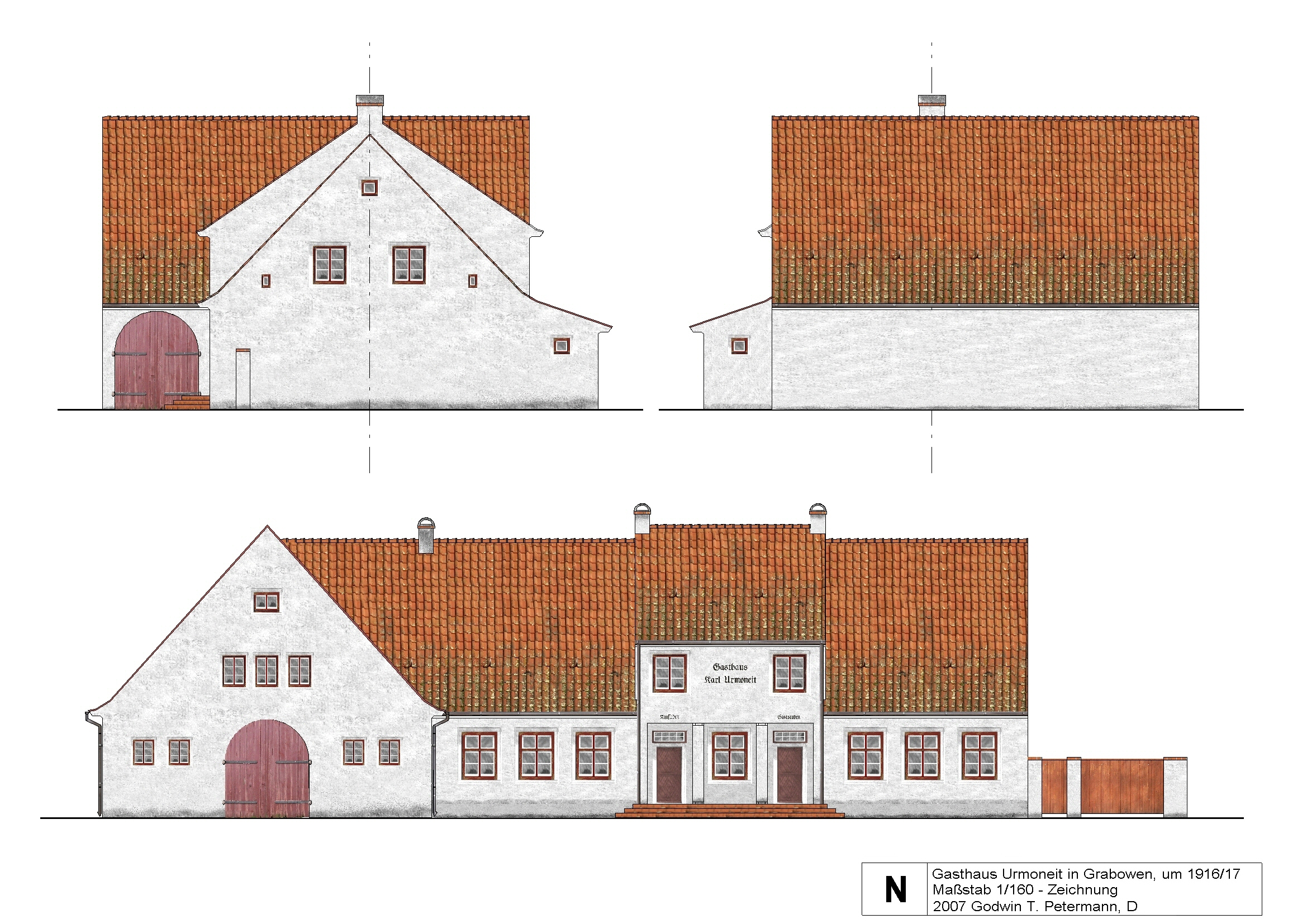
Rysunek karczmy w Grabowie wykonany ok. 1916 roku

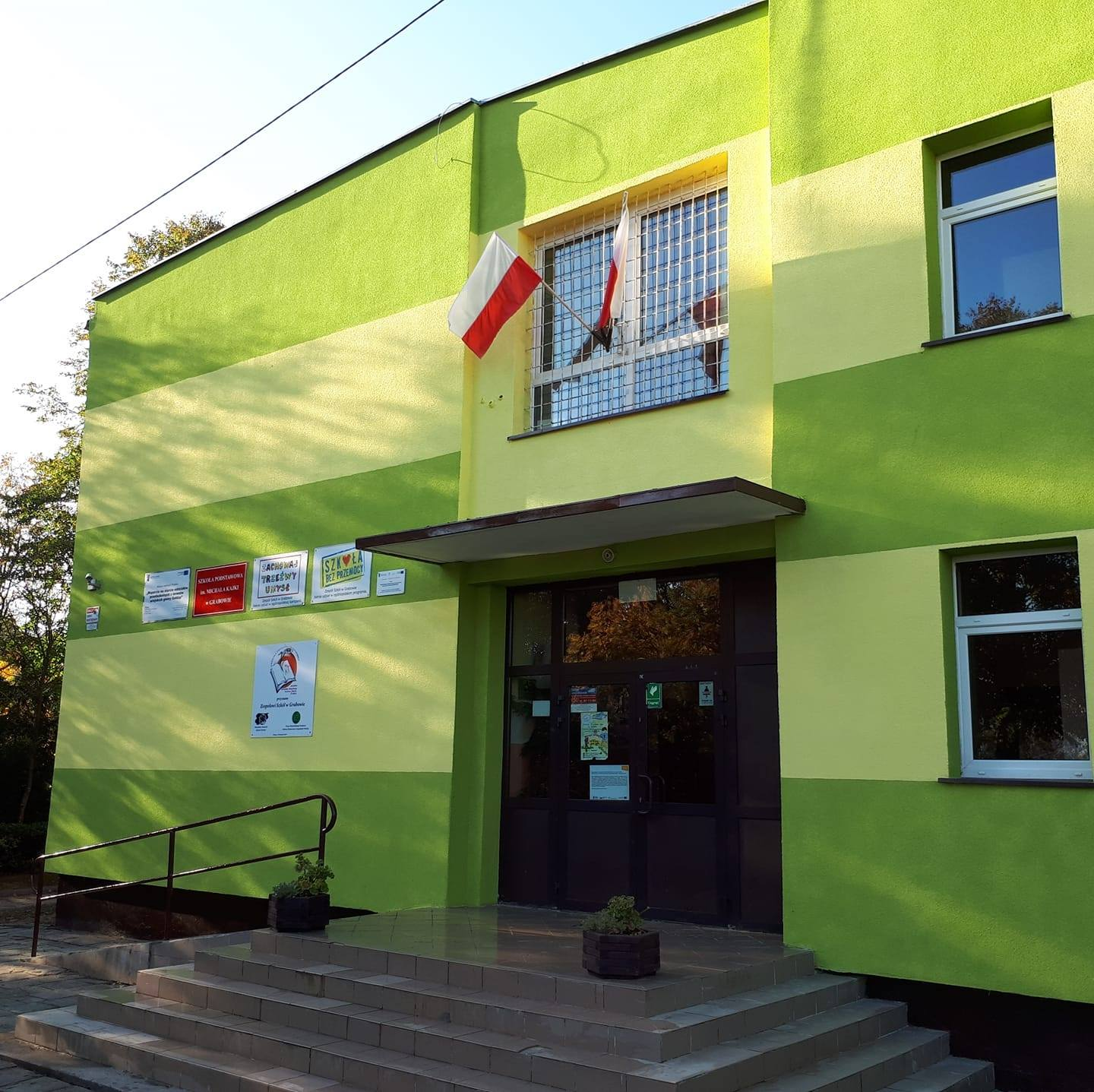
Wejście do budynku szkoły (2024)

## Nazwa
16 lipca 1938 r. w miejsce nazwy Grabowen wprowadzono nazwę Arnswald. 12 listopada 1946 r. nadano miejscowości polską nazwę Grabowo.

## Miejsca znajdujące się we wsi
- Kościół Matki Bożej Różańcowej
- filia Biblioteki Publicznej w Gołdapi[8]
- świetlica wiejska[9]
- Ochotnicza Straż Pożarna[10]
- Szkoła Podstawowa im. Michała Kajki[11]
- ośrodek zdrowia
- przystanki autobusowe[12]
- sklepy[13]

## Historia
Miejscowość założona w 1585 r. przez Jana Bałamutowskiego. Parafia istniała już w 1591 roku. W 1807 r. kwaterowały w Grabowie oddziały gen. Dąbrowskiego. W miejscowości znajduje się neogotycki kościół z końca XVI wieku, przebudowany w 1680 i 1732 roku. Wtedy dobudowano wieżę.

## Zamieszkiwanie w poszczególnych latach
Źródło:.
- 1933 - 478[3]
- 1939 - 466[3]
- 1998 - 645
- 2002 - 573
- 2009 - 620
- 2011 - 615
- 2021 - 550

## Drogi w miejscowości Grabowo
- Droga wojewódzka nr 650